# منطقه حفاظت‌شده طبیعت
منطقه حفاظت‌شده طبیعت (به لاتین: Tahkuna Nature Reserve) یک منطقه حفاظت‌شده در استونی است که در استونی واقع شده‌است.